# Phytosciara didactyla
Phytosciara didactyla är en tvåvingeart som beskrevs av Kjaerandsen 1994. Phytosciara didactyla ingår i släktet Phytosciara och familjen sorgmyggor.
Artens utbredningsområde är Thailand. Inga underarter finns listade i Catalogue of Life.